# Втвърдяване
Втвърдяването е преминаване на веществото от течно агрегатно състояние към твърдо. Това обикновено става при една и съща температура за дадено вещество и се нарича температура на втвърдяване. При обратния процес – преминаване от твърдо в течно състояние, това е всъщност температурата на топене.
Всички известни течности преминават в твърдо състояние, когато температурата стане достатъчно ниска. За повечето вещества температурата на топене и втвърдяване са едни и същи, но има и изключения от това правило, като този процес се нарича хистерезис.